# پلاینینگن
پلاینینگن (به آلمانی: Plieningen) یک منطقهٔ مسکونی در آلمان است که در اشتوتگارت واقع شده‌است.